# Émile Sartorius
Émile Adolphe Sartorius (ur. 11 września 1883 w Roubaix, zm. 23 listopada 1933) – francuski piłkarz występujący na pozycji napastnika, reprezentant kraju, uczestnik igrzysk olimpijskich w Londynie.
W latach 1902–1908 występował w zespole RC Roubaix. W latach 1906–1908 wystąpił w 5 spotkaniach reprezentacji kraju, strzelając 2 gole. W 1908 na igrzyskach olimpijskich w Londynie strzelił jedną bramkę w przegranym 1:17 meczu z reprezentacją Danii.